# Manzanilla (vino)

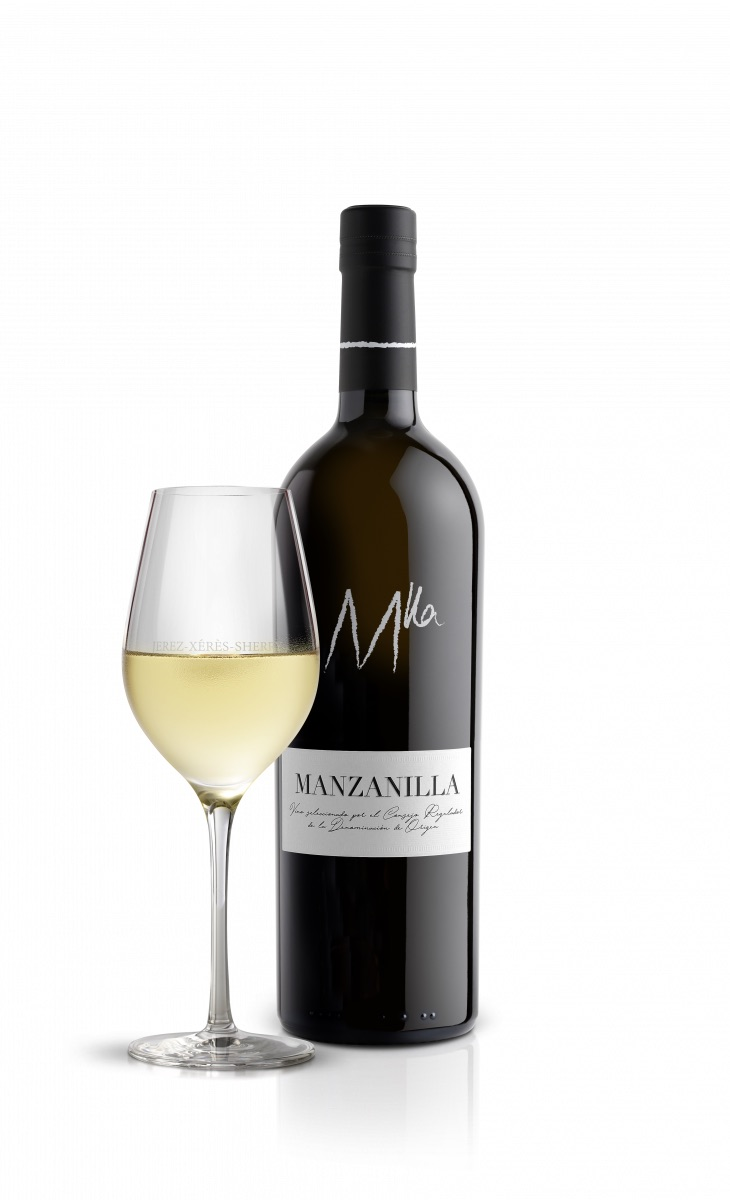
Copa y botella de Manzanilla

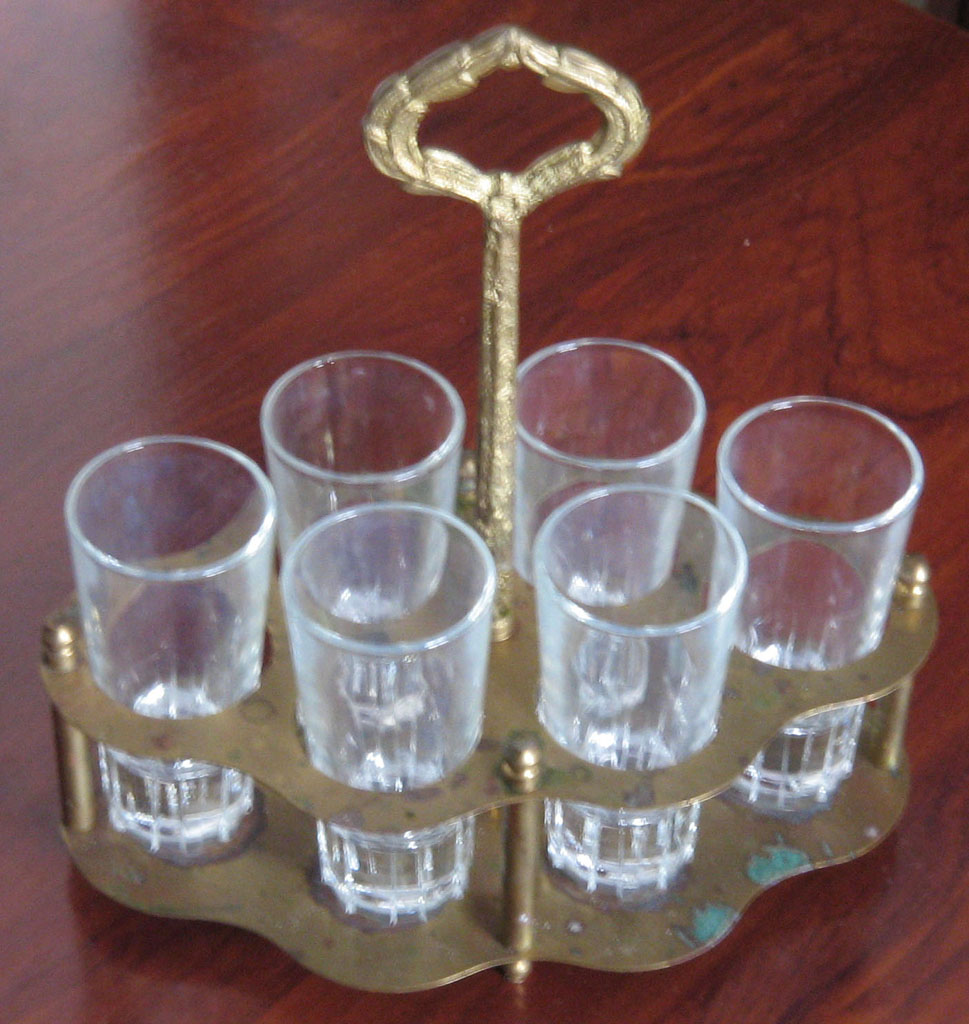
Cañera de Manzanilla de Sanlúcar de Barrameda

La manzanilla de Sanlúcar es un vino generoso y seco, exclusivo de la ciudad de Sanlúcar de Barrameda (Cádiz). Está elaborado con uva palomino y envejecido bajo una capa de levaduras llamada "velo de flor", y que recibe el nombre de "crianza biológica". Dicha crianza se realiza mediante el sistema de criaderas y soleras.
El microclima de Sanlúcar de Barrameda, en la desembocadura del río Guadalquivir, frente al Parque Nacional de Doñana, unido a las brisas del Atlántico, consiguen que el vino madure de una forma diferente y adquiera ciertas características peculiares, diferentes de los producidos con el mismo método en Jerez o en El Puerto de Santa María, denominado Sistema de Criaderas y Soleras.
La crianza se lleva a cabo exclusivamente en bodegas de Sanlúcar de Barrameda, población situada en la provincia de Cádiz, en la comunidad autónoma de Andalucía, en el sur de España, y bajo el control del Consejo Regulador de la Denominación de Origen Manzanilla-Sanlúcar de Barrameda.
 Dicha denominación de origen se creó en 1964 bajo el amparo del Consejo Regulador de la D.O. Manzanilla-Sanlúcar de Barrameda.

## Características
La manzanilla es un vino muy pálido, de aroma punzante característico, ligero al paladar, seco y poco ácido, con una graduación que según su regulación puede oscilar entre 15 y 17% de alcohol en volumen. Es ideal para acompañar el aperitivo. 
Sus características son el resultado del proceso de crianza bajo flor a que es sometido en conjunción con su crianza y envejecimiento en bodegas de Sanlúcar de Barrameda. 
Las variedades tradicionales de manzanilla son la manzanilla fina y la manzanilla pasada. 

## Etimología de su denominación

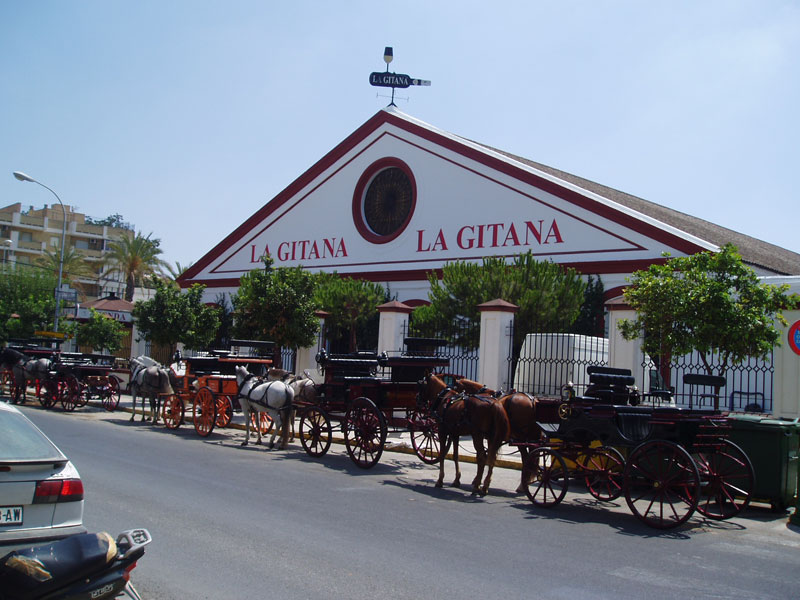
Bodega en Sanlúcar de Barrameda.

La manzanilla es uno de los pocos vinos que no toman el nombre de su lugar de origen. Desde 1781 existen registros en la ciudad de Cádiz de la utilización de este nombre para designar a este vino de Sanlúcar.
Respecto a la etimología de esta denominación existen cuatro teorías, constituyendo su origen un verdadero enigma.
- Una de ellas es la de que su nombre procede de la localidad del mismo nombre en la provincia de Huelva, situada a unos 40 km de Sevilla y a unos 48 km de Huelva: durante la conquista del Nuevo Mundo, los vinos de Manzanilla eran requeridos por soportar muy bien la travesía del océano, conservando su aroma y paladar. Los vinos de Manzanilla venían en carros hasta Sevilla y Sanlúcar de Barrameda, desde donde salían numerosas expediciones hacia el Nuevo Mundo. Los vinos almacenados en las bodegas sanluqueñas mejoraban con el tiempo, bien por el clima, bien por el sistema de conservación (criaderas y soleras) hasta convertirse en el vino autóctono que hoy es. Sin embargo Richard Ford en 1846 afirmaba que «en dicho pueblo ni se elabora ni se bebe». Además, desde época medieval, a los vinos procedentes del Condado de Niebla se les llama en Sanlúcar «rocinados».
- Otros han señalado que el nombre procede del olor o aroma a manzana (Sannino, 1925).
- También se ha afirmado que proviene de una clase de vid denominada manzanilla, hoy desaparecida (R. Joaquín Domínguez, 1853).
- La cuarta de las explicaciones, de mayor verosimilitud, es la gran semejanza que existe entre su fragancia y la de la flor de la planta aromática llamada manzanilla o camomila. De acuerdo con la descripción de Esteban Boutelou (1807): «De las uvas blancas aparentes como la listan (denominación que se da en Sanlúcar a la uva palomino), pisadas en buena disposición, y exprimidas levemente, se obtienen vinos blancos sin el menor viso, que se distinguen constantemente por su olor de manzanilla, y por su fragancia exquisita que tanto aprecian los gaditanos».

## La manzanilla en la literatura

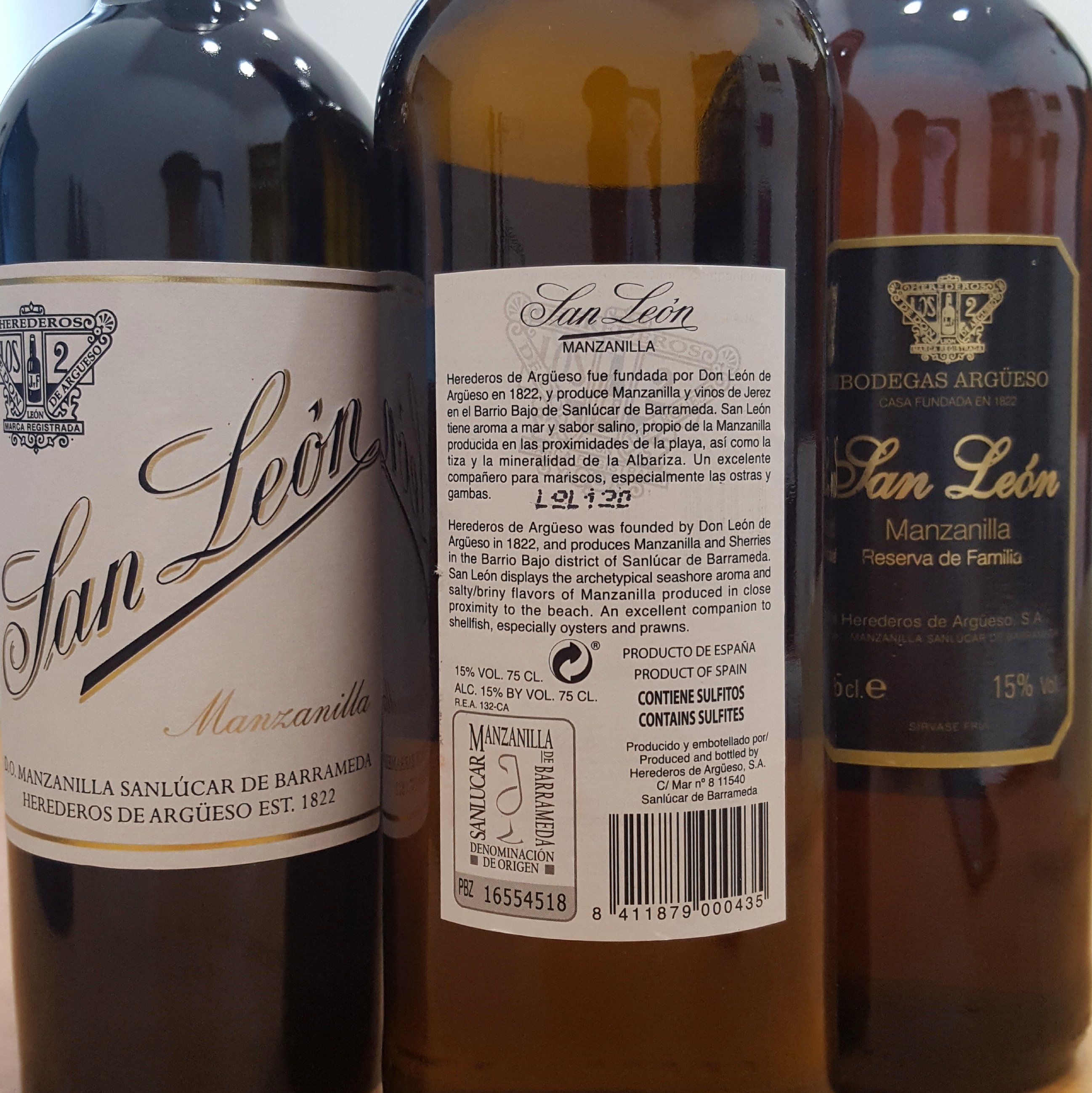
Etiqueta de la DO Manzanilla de Sanlúcar de Barrameda

Las primeras menciones escritas, donde aparece ya el vino descrito con este nombre se localizan en las últimas décadas del siglo XVIII, en algunos sainetes de Juan Ignacio González del Castillo (1763-1800) y en un documento oficial perteneciente a un cabildo del Ayuntamiento de Cádiz fechado el 31 de mayo de 1781. Además de los aludidos sainetes, son muchas las obras literarias que citan la manzanilla; por lo general asociándola con la fiesta y el jolgorio.
En la prensa del siglo XIX de la Hemeroteca de la Biblioteca Nacional se han hallado más de dos mil menciones a la Manzanilla de Sanlúcar, tanto en textos literarios, poético, periodísticos y publicitarios, que constatan la gran popularidad alcanzada por el vino Manzanilla de Sanlúcar en España y otros países.
Prosper Mérimée menciona por primera vez en un texto francés el hispanismo «manzanilla» en su novela Carmen (1845). En la ópera homónima de Georges Bizet, vuelve a mencionarse el caldo sanluqueño en la famosa seguidilla Près des remparts de Séville.
Antonio García Gutiérrez lo cita en Los hijos del tío Tronera (1849), sainete que parodia su celebérrimo drama El trovador. Los hermanos Manuel y Antonio Machado, también elogian la manzanilla en varios de sus poemas.
En La plenitud de la vida (1960) Simone de Beauvoir menciona beber manzanilla en las terrazas madrileñas durante la Segunda República Española.
Sin embargo no sólo grandes nombres de la literatura han tomado la manzanilla como motivo de su obra. Dentro de la literatura popular andaluza existen coplas y proverbios relativos al vino sanluqueño, como ilustran los siguientes ejemplos:
A Roma se va por bulas,
por tabaco a Gibraltar,
por manzanilla a Sanlúcar,
y a Cádiz se va por sal.
De Rota, la tintilla; de Sanlúcar, la manzanilla.
De Rota, la tintilla; de Sanlúcar, la manzanilla; y de Jerez, el que rey de los vinos es.
La manzanilla de Sanlúcar y Los Puertos alegra a los vivos y resucita a los muertos.
Existe una décima la cual se le adjudica a Carlos Manuel de Céspedes que menciona el vino de Manzanilla, aunque ubica su origen, quizás por error o desconocimiento, en la región de Castilla. 
"Para el cubano es mancilla
y falta de inteligencia
brindar por la independencia 
con vino de manzanilla,
manzanilla de Castilla,
Castilla tierra de España
que nos subyuga y engaña
con insaciable crueldad, 
brindo a la libertad, 
con aguardiente de caña.”

## Ventas
Es un vino que se vende casi en su totalidad en la península ibérica, siendo marginal su presencia en el extranjero
Uno de estos lugares que consumen manzanilla de manera exótica es la ciudad de Manizales, en la cual es común ver botas llenas de este vino durante sus ferias y corridas de toros. 

## Museo y visitas
Existe un museo dedicado a este vino en las Bodegas Barbadillo.
La bodega Herederos de Argüeso dispone a su vez de un centro de visitas para conocer la elaboración de la Manzanilla.

## Gestión
Consejo Regulador de la Denominación de Origen Manzanilla-Sanlúcar de Barrameda.
En 2015 se constituyó por bodegas criadoras de Manzanilla de Sanlúcar la Asociación Profesional de Bodegas Artesanas de Sanlúcar de Barrameda, con el objetivo de promocionar, conservar, mejorar y defender al sector vitivinícola de la ciudad de Sanlúcar de Barrameda y su comarca, desde sus viñas, pasando por sus bodegas hasta llegar a sus vinos, priorizando sobre ellos a la Manzanilla como patrimonio enológico de Sanlúcar y vino único en el mundo y excepcional.
En 2017 se creó la "Mesa de la Manzanilla de Sanlúcar" tal y como dicta el Reglamento de funcionamiento del Consejo Regulador de Jerez y Manzanilla pero sin el amparo de este.
El 26 de junio de 2018 se constituyó la Fundación Manzanilla-Sanlúcar de Barrameda para la defensa exclusiva del vino sanluqueño y que contará como sede con Las Covachas de Sanlúcar.